# Zarudzie
Zarudzie [pronunciación en polaco: /zaˈrud͡ʑe/] es un pueblo en el distrito administrativo de Gmina Nielisz, dentro del Distrito de Zamość, Voivodato de Lublin, en el este de Polonia. Se encuentra aproximadamente 11 kilómetros al noroeste de Zamość y 66 kilómetros al sudeste de la capital regional, Lublin.